# Добромисленська сільська рада
Добромисленська сільська́ ра́да (біл. Дабромысленскі сельсавет) — адміністративно-територіальна одиниця у складі Івацевицького району Берестейської області Білорусі. Адміністративний центр — село Добромисль.

## Склад
Населені пункти, що підпорядковувалися сільській раді станом на 2009 рік:
| Населений пункт | Тип    | Населення, осіб (2009) |
| --------------- | ------ | ---------------------- |
| Глядення        | село   | 80                     |
| Добромисль      | село   | 571                    |
| Закапличчя      | село   | 72                     |
| Селець          | село   | 332                    |
| Сосновий Бор    | селище | 75                     |
| Юголин          | селище | 189                    |

## Населення
За переписом населення Білорусі 2009 року чисельність населення сільської ради становила 1319 осіб.

### Національність
Розподіл населення за рідною національністю за даними перепису 2009 року:
| Національність            | Осіб | Відсоток |
| ------------------------- | ---- | -------- |
| білоруси                  | 1274 | 96,59 %  |
| росіяни                   | 24   | 1,82 %   |
| поляки                    | 7    | 0,53 %   |
| українці                  | 6    | 0,45 %   |
| німці                     | 2    | 0,15 %   |
| комі-перм'яки             | 2    | 0,15 %   |
| татари                    | 1    | 0,08 %   |
| цигани                    | 1    | 0,08 %   |
| азербайджанці             | 1    | 0,08 %   |
| національність не вказана | 1    | 0,08 %   |
| Разом                     | 1319 | 100 %    |